# Physalis hederifolia
Espèce
Statut de conservation UICN

 LC  : Préoccupation mineure
Physalis hederifolia est une espèce de plante à fleurs de la famille des Solanaceae. Elle est connue sous le nom commun de ivyleaf groundcherry (cerisier de terre à feuilles d'ivoire). Elle est originaire du sud-ouest des États-Unis et du nord du Mexique.

## Description
Physalis hederifolia est une plante herbacée vivace rhizomateuse produisant une tige poilue et ramifiée de 10 à 80 centimètres de long. Les feuilles ovales gris-vert mesurent 2 à 4 centimètres de long et ont des bords lisses ou légèrement dentés. Les fleurs qui poussent à l'aisselle des feuilles sont en forme de cloche et mesurent un peu plus d'un centimètre de long. Elles sont jaunes avec cinq taches brunes dans la gorge. Le calice à cinq lobes des sépales à la base de la fleur s'élargit au fur et à mesure que le fruit se développe, devenant une structure gonflée, veinée et presque sphérique de 2 ou 3 centimètres de long qui contient la baie.

## Répartition et habitat
Ce taxon se rencontre dans les pays suivants : Mexique, États-Unis. Il est présent , où dans des habitats rocheux, secs, désertiques et montagneux. 

## Étymologie
Dans le nom binomial, hederifolia provient des mots latins signifiant « feuille de lierre ».

## Utilisation
Les Zuni font bouillir le fruit de la variété fendleri dans de petites quantités d'eau, l'écrasent et l'utilisent comme condiment.

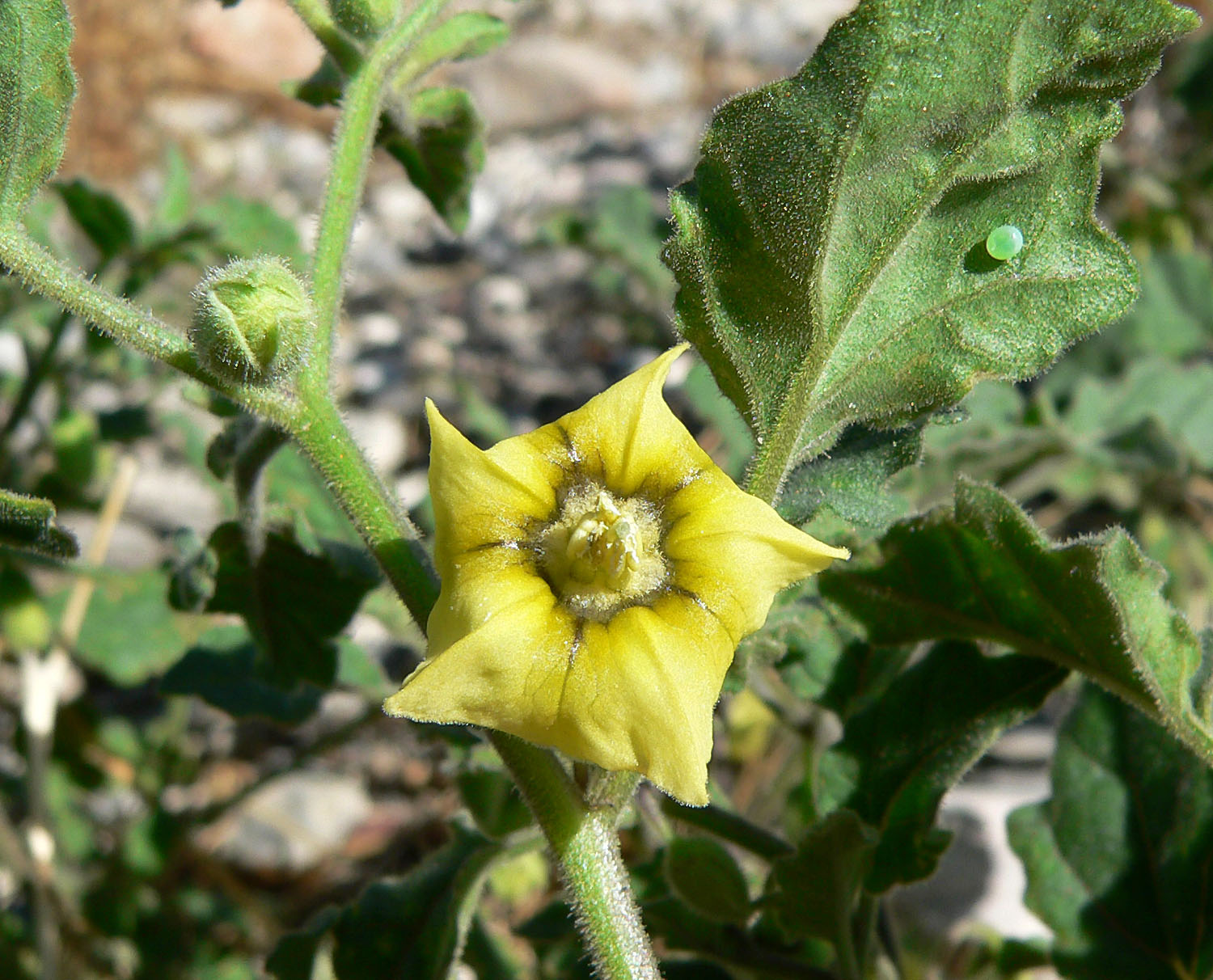
Fleur de P.hederifolia var. palmeri

## Liste des variétés
Selon GBIF (24 septembre 2024) :
- Physalis hederifolia var. comata (Rydb.) Waterf.
- Physalis hederifolia var. palmeri (A.Gray) C.L.Hitchc.
- Physalis hederifolia var. palmeri (A.Gray) Cronquist

## Systématique
Le nom correct complet (avec auteur) de ce taxon est Physalis hederifolia A.Gray.
L'espèce a été initialement classée dans le genre Physalis sous le basionyme Physalis digitalifolia Britton.
Physalis hederifolia a pour synonymes :
- Physalis digitalifolia Britton
- Physalis hederifolia var. hederifolia
- Physalis hederifolia var. puberula A.Gray
- Physalis hederoefolia A.Gray
- Physalis mollis Torr.
- Physalis puberula Fernald